# Kamceatka
Kamceatka (rusă Камчатка) este o peninsulă în regiunea estică a Rusiei, face parte din Orientul Îndepărtat Rus, identificându-se în parte cu Regiunea Kamceatka. Vestul peninsulei este scăldat de Marea Ohotsk, iar în partea de est de Marea Bering și de Oceanul Pacific. În anul 1966 regiunea vulcanică de pe peninsulă a fost declarată patrimoniu mondial UNESCO. 

## Date geografice
Kamceatka ocupă o suprafață de 370.000 km² fiind cea mai mare peninsulă din Asia de Est. Se situează între strâmtoarea Bering, Marea Ohoțk și insula Sahalin. Peninsula se întinde din Siberia de Est spre sud în direcția Japoniei, continuând în insulele Kurile. Cel mai mare oraș de pe pennisulă este Petropavlovsk Kamciațki, care se află în golful Avacea, unul dintre cele mai mari golfuri naturale din lume. Din punct de vedere geologic, Kamceatka este o regiune tânără, cu vârsta de cca. 2 milioane de ani. Peninsula a luat naștere prin ridicarea ei de către procesele geotectonice dintre placa  Pacificului care intră cu o viteză de 8 cm pe an sub placa Euroasiei. Kamceatka are lungimea de 1200 km și o lățime de 450 km, întinzându-se de la latitudinea de 51°N până la 62°N. Pe teritoriul peninsulei se află numeroase gheizere și cca. 160 de vulcani din care 28 sunt activi. Munții Sredinîi (Срединный хребет) de pe peninsulă care se întind în direcția nord-sud, cu cel mai înalt vârf Klucevskaia Sopka (Ключевская сопка) măsurând altitudinea de 4.750 m m n.m. altitudine. 

## Râuri
Majoritatea râurilor din Kamceatka își au începuturile de la poalele munților și din ghețari.  Aceasta explică puritatea și calitatea apelor lor. Râul cel mai important poartă același nume, are o lungime de 758 km, izvorăște în nordul peninsulei și se revarsă în Pacific. În timpul perioadei de reproducere, peștele râului Kamceatka atrage un număr mare de turiști-pescari, precum și pescari naturali -  urșii de Kamceatka.

## Populație
În ziua de azi, în Kamceatka trăiesc cca. 380.000 de oameni, cu o densitate relativ mică, ea fiind majoritatea formată din ruși și numai în proporție de 2,5% din populație indigenă compusă din koriaci, itelmeni, eveni și ciucuți.

## Economie
În regiunea Kamceatka au fost descoperite zăcăminte importante de petrol care sunt apreciate la miliarde de barili.